# 丸橋祐介
丸橋祐介（日语：丸橋 祐介；1990年9月2日—），日本足球運動員，司職左後衛，現時被日職球隊大阪櫻花外借至泰超球隊巴吞聯。

## 俱樂部生涯
1990年9月2日出生于大阪，自幼成长于大阪樱花青训，2009年加入樱花一线队伍之后从未转会，一直是樱花的主力左边后卫。2022赛季由于伤病问题状态欠佳，出场机会不多。 
巴吞联宣布，从大阪樱花租借日本左边卫丸桥祐介。

## 外部連結
- 日本職業足球聯賽中的丸橋祐介 （日語）
- Yusuke Maruhashi （页面存档备份，存于） at Cerezo Osaka official site （日語）
- Yusuke Maruhashi （页面存档备份，存于） – Yahoo! Japan competition record （日語）
- 丸橋祐介的Instagram帳戶